# Saint-Remy-sous-Barbuise
Saint-Remy-sous-Barbuise é uma comuna francesa na região administrativa de Grande Leste, no departamento de Aube. Estende-se por uma área de 15,57 km². Em 2010 a comuna tinha 240 habitantes (densidade: 15,4 hab./km²).